# コウズマユウタ
コウズマ ユウタ（1984年6月3日 - ）は、福岡県を拠点に活動するラジオパーソナリティ、ローカルタレント、ボーカリスト。本名は上妻 祐太 （読み同じ）。鹿児島県種子島出身、O型。

## 略歴
- 2004年9月にバンド「アンチノイズ」を結成する（ボーカルを担当）。
- 2006年2月2日、「雨上がりサンライズ」でインディーズ・デビュー。
- 2008年度のCROSS FMのナビゲーターオーディションに応募し、合格。
- 2009年4月3日のライブを最後に「アンチノイズ」解散。その後、芸名をコウヅマユウタからコウズマユウタに変更。
- 解散3日後の4月6日からラジオパーソナリティ業に転身、初の担当番組「Challengeラヂヲ」（CROSS FM）が放送開始。以降、同局で多くの番組を抱える人気ナビゲーターとして定着している。Challengeラヂヲが終了した2021年春以降はCROSS FM以外のラジオ局にも活動の場を広げている。

## 人物
- 先述の通り、バンドとしての活動経験があるため、歌手・アーティストとの親交も深く、自身のTwitterはアーティストのフォロワーも多い。このため、ドォーモに出演した際には、「九州で最も影響力のあるラジオ音楽番組DJ」と紹介された[2]。
- 2021年から故郷の種子島観光大使に就任。
- 趣味はキャベツの千切り。

## 参加作品

### アンチノイズ作品
シングル
- 1st「雨上がりサンライズ」(2006年2月2日)
- 2nd「LOVE+MUSIC」(2007年4月25日)
- 3rd「鶇 -TSUGUMI-」(2008年7月2日)

アルバム
- 1st「ア」(2006年3月23日)ミニアルバム
- 2nd「ン!」(2006年9月27日)ミニアルバム
- 3rd「アンチノイズ ~愛についてあれこれ考えてみた~」(2007年6月6日)ミニアルバム
- 4th「FOR ANTINOISE 4」(2008年12月17日)フルアルバム

## 出演

### 現在

#### ラジオ
- CROSS COUNTDOWN RADIO（CROSS FM、日曜 11:30-14:00、2017年4月2日-）

- MISHMASH FRIDAY -金ズマ-（CROSS FM、金曜 16:30-20:00、2021年4月2日-）
- サシデガタリ（CROSS FM、土曜 19:00-20:00[注 1]、2021年4月7日-）
- MUSIC ENCOUNTER (CROSS FM、月曜-木曜)
- コウズマユウタ Sunday Cruisin'（RKBラジオ、日曜 16:30-17:45、2021年10月3日-）
- KBC MUSIC PROGRAM "FUZZ"（KBCラジオ、月曜 17:55-21:55、2023年4月3日-）

#### ナレーション
- ＃タグるヨル（KBCテレビ）

### 過去

#### アンチノイズ　CROSS FM
- アンチノイズ やる気!天パーセント（2007年11月-2008年9月）
- アンチノイズのI'm home（2008年10月8日-2009年3月）

#### コウズマユウタ　CROSS FM
- MUZIK HEADZ（土曜24:00-25:00、2010年4月3日-9月25日）
- COUNTDOWN KYUSHU TOP40（日曜12:00-16:00、2010年4月4日-9月26日）
  - その後、半年間「SUNDAY RADIO SHOW」内の「COUNT DOWN KYUSHU TOP10」コーナーとして内包
- SUNDAY RADIO SHOW ～九州のTSUBO～（日曜12:00-16:00、2010年10月10日-3月20日）
- Presen Marche（日曜 12:00-16:00、2011年4月3日-2017年3月26日）
- Challengeラヂヲ（月曜-木曜 21:00-23:00、2009年4月6日-2021年3月31日）
- UP↑UP↑（CROSS FM、火曜 9:00-13:00、2021年4月1日-2025年2月27日）